# Phare de North Point

Le phare de North Point (en anglais : North Point Light), est un phare inactif du lac Michigan situé à Lake Park sur le côté est de Milwaukee dans le Comté de Milwaukee, Wisconsin.
Ce phare est inscrit au Registre national des lieux historiques depuis le 19 juillet 1984 sous le n° 84003732.

## Historique
Le premier phare en brique, pour marquer l'entrée de la rivière Milwaukee, a été construit en 1855 sur un promontoire pour la rendre visible loin sur le lac Michigan. Mais cela n'a pas duré longtemps, car il a été compromis par l'érosion.
En 1888, un phare en fonte d'environ 12 m a été construit à 30 m du bord du promontoire, et la maison du gardien de phare de style Queen Anne a été construite. Mais finalement, les arbres du parc ont commencé à cacher la lumière de la vue des bateaux, il a donc été placé au sommet d'une structure en acier en 1912, augmentant sa hauteur à 23 m pour un plan focal à 47 m.
La première lumière fonctionnait à l'huile minérale. Une lentille de Fresnel de quatrième ordre, installée en 1868, est toujours utilisée. La source lumineuse actuelle est une lampe de puissance de 25.000 candelas tournant électriquement et contrôlée par une horloge automatique. L'objectif émet un éclat de 1.300.000 candelas visible jusqu'à 40 km. Le feu est inactif depuis 1994.
En 2003, le comté de Milwaukee a loué le phare au North Point Lighthouse Friends  pour effectuer sa restauration et l'ouvrir au public en tant que musée maritime. Le musée et la tour sont ouverts le samedi et dimanche après-midi toute l'année par le Milwaukee County Parks.
Identifiant : ARLHS : USA-556 .

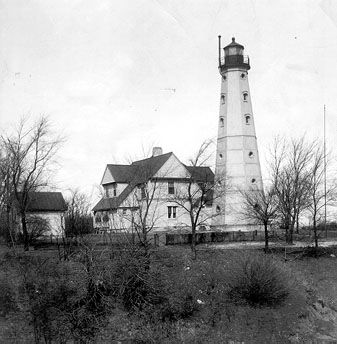
Le phare (photo USCG)
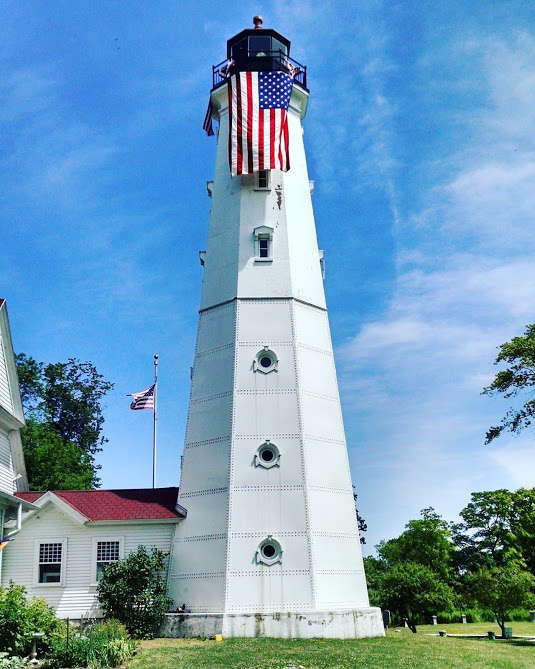
Le phare
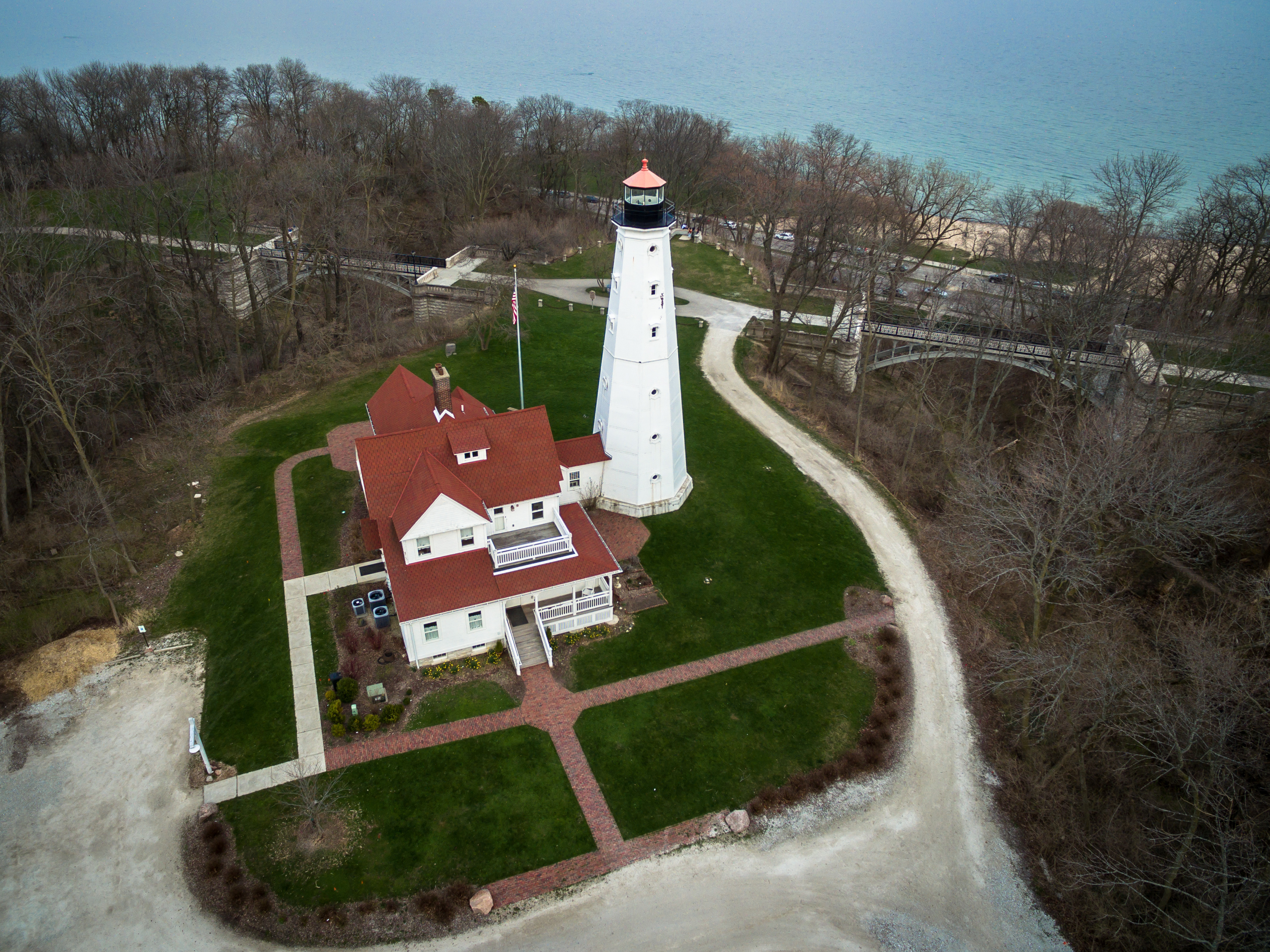
Le phare (vue aérienne)

### Lien connexe
- Liste des phares du Wisconsin